# Andisk ponny
Den andiska ponnyn är en hästras av ponnytyp som härstammar från Anderna i Peru. Den andiska ponnyn föds upp och hålls på 9000 meters höjd över havet i de andiska bergen, vilket gett en tuff och härdig ponny med en stark lungkapacitet. Ponnyerna används fortfarande som packdjur och arbetshästar i Anderna, samt även som riddjur. De andiska ponnyerna har stor likhet med andra bergsponnyer som den tibetanska ponnyn, men har troligtvis spanskt och europeiskt ursprung.

## Historia
Den andiska ponnyn härstammar troligen från hästar och ponnyer som skeppades från Europa till Sydamerika med spanska conquistadorer och nybyggare under 1500-talet. Många hästar rymde eller släpptes fria och blev förvildade hästar. Den andiska ponnyn har troligtvis utvecklats naturligt i de andiska bergen, då uppfödarna har hållit sina hästar utomhus. 
Idag avlas ponnyerna nästan uteslutet på mindre gårdar uppe i bergen, där uppfödarna behöver en stark och arbetsvillig ponny. Peru räknas som ponnyns nationalland men de avlas även i Ecuador. Man har fastställt att det finns tre olika undertyper av den andiska ponnyn som kallas "Morochuco", "Chumbivilcano" och "Pichiguano". 

## Egenskaper
Den andiska ponnyn har, tack vare att de hålls på högre höjder, en otrolig förmåga att överleva i kallt klimat och även när det finns ont om mat. Ponnyerna har utvecklat ett slags sjätte sinne för att urskilja giftiga växter som den håller sig undan från. Ponnyerna klarar sig därför lätt själv och många uppfödare håller dem utomhus året runt. 
Den andiska ponnyn har ett ganska primitivt utseende. Huvudet är stort med en utåtbuktande nosrygg och en framträdande panna som buktar ut lätt runt ögonen. Ryggen är kort och bred men väldigt stark. Nacken är kort och muskulös. Huden är tjockare än hos många andra ponnyer, och pälsen är tjockare och grövre. Den vanligaste färgen är fux men även brunt förekommer. Ponnyerna är medelstora med en mankhöjd på cirka 125-135 cm. Hovarna är små men otroligt starka och tåliga mot slitage. 
Den andiska ponnyn föds upp för att användas som packhäst och arbetsdjur och är arbetsvillig och stark. Ponnyerna är bra på att klättra i den bergiga terrängen och kan bära tunga lass även när det är ganska branta stigningar. 